# Deracanthella
Deracanthella is een geslacht van rechtvleugeligen uit de familie sabelsprinkhanen (Tettigoniidae). De wetenschappelijke naam van dit geslacht is voor het eerst geldig gepubliceerd in 1901 door Bolívar.

## Soorten
Het geslacht Deracanthella omvat de volgende soorten:
- Deracanthella aranea Fischer von Waldheim, 1833
- Deracanthella xilinensis Liu, 1983